# カイニン酸型グルタミン酸受容体

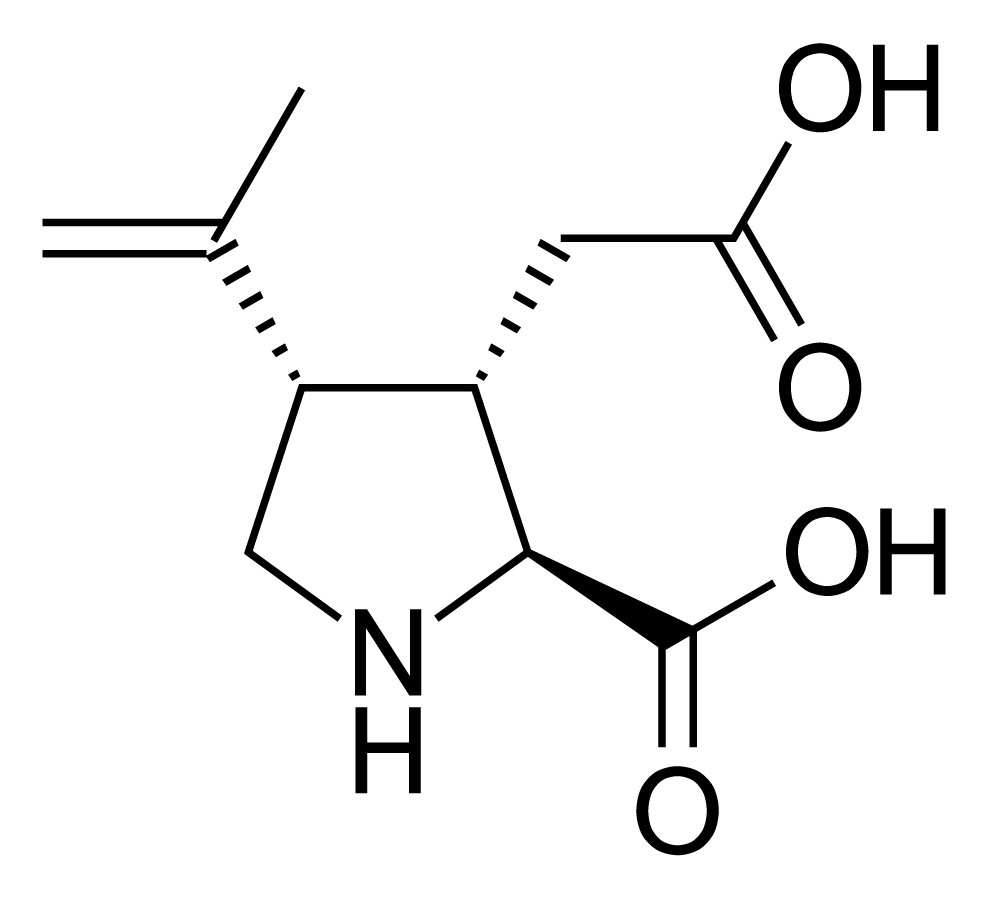
カイニン酸

グルタミン酸

カイニン酸型グルタミン酸受容体（カイニンさんがたグルタミンさんじゅようたい、英: kainate type glutamate receptor）もしくはカイニン酸受容体（英: kainate receptor, kainic acid receptor、略称: KAR）は、神経伝達物質グルタミン酸に応答するイオノトロピック受容体（リガンド依存性イオンチャネル）の1種である。マクリDigenea simplexと呼ばれる藻類から単離された薬剤カイニン酸によって選択的に活性化される受容体として同定された。伝統的には、AMPA受容体と共に非NMDA受容体に分類される。AMPA受容体やNMDA受容体と比較して、KARの理解は進んでいない。シナプス後細胞に位置するカイニン酸受容体は興奮性神経伝達に関与しているのに対し、シナプス前細胞に位置するカイニン酸受容体は抑制性神経伝達物質であるGABAの放出を調節することで抑制性神経伝達へ関与していることが示唆されている。

## 構造
カイニン酸受容体のサブユニットにはGluK1（GRIK1、GluR5）、GluK2（GRIK2、GluR6）、GluK3（GRIK3、GluR7）、GluK4（GRIK4、KA1）、GluK5（GRIK5、KA2）の5種類が存在し、AMPA受容体やNMDA受容体と同様に、これらのさまざまな組み合わせによって四量体からなる受容体が形成される。GluK1からGluK3はホモ四量体とヘテロ四量体のいずれも形成することができるのに対し、GluK4とGluK5はGRIK1からGRIK3のいずれかとの組み合わせでのみ機能的な受容体を形成する。 
カイニン酸受容体の各サブユニットの構造は、受容体の組み立てに重要な約400残基の細胞外N末端ドメインから始まり、神経伝達物質が結合するの溝の一部となるS1と呼ばれる領域が続く。そしてM1領域が細胞膜を通過する。M2領域は細胞質側から始まり、細胞膜の途中で方向転換し細胞質側へ出る。この領域はPループと呼ばれ、受容体のカルシウム透過性を決定する。次の膜貫通領域であるM3は細胞質側へ出て、そして神経伝達物質結合部位を完結するS2が続く。M4は細胞外側から細胞膜を通過して細胞質へ出て、タンパク質のC末端部分を形成する。 
リガンド結合ポケットにはサブユニットごとに差異があり、ある程度のサブユニット選択性を示すカイニン酸受容体アゴニストやアンタゴニストが開発されている。 

## コンダクタンス
カイニン酸受容体が形成するイオンチャネルは、ナトリウムイオンとカリウムイオンを透過する。カイニン酸受容体1チャネルのコンダクタンスはAMPA受容体と同程度の約20 pSである。しかしながら、カイニン酸受容体によって生み出されるシナプス後電位の上昇と減衰はAMPA受容体による電位よりも遅い。カルシウムイオンの透過性はごくわずかであることが多いが、サブユニットの種類やPループ先端部位でのRNA編集の有無によって異なる。

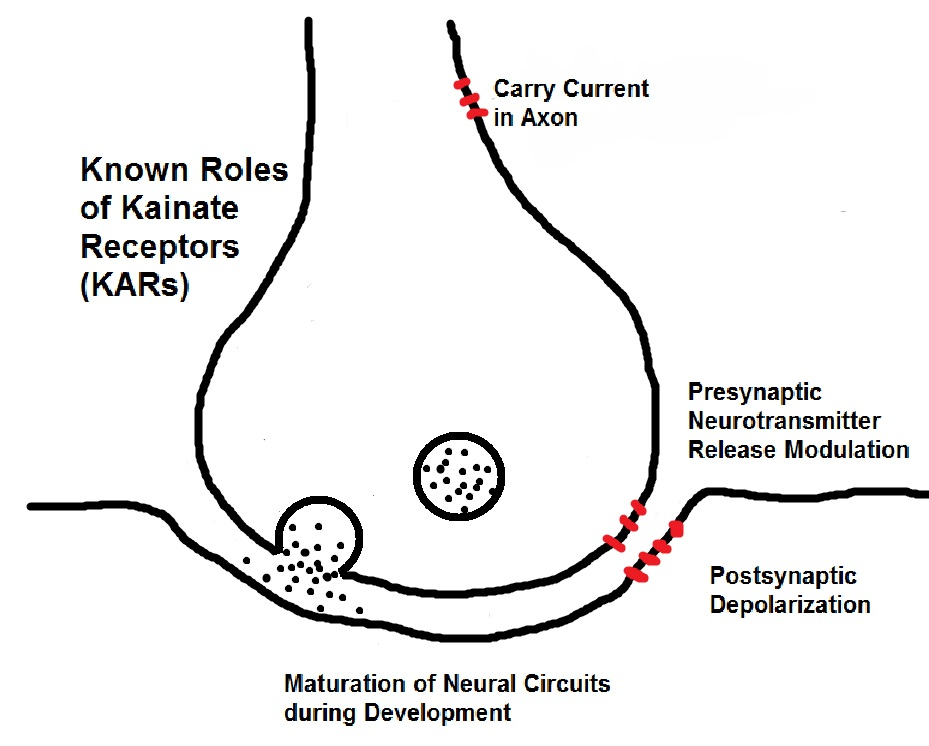
神経細胞におけるカイニン酸受容体の役割

## 役割
カイニン酸受容体は、シナプス前細胞とシナプス後細胞の双方で作用する。AMPA受容体やNMDA受容体と比較して、カイニン酸受容体の脳内での分布は限定的であり、その機能も明確には示されていない。カイニン酸は、GluK2サブユニットを含むカイニン酸受容体、そしておそらくAMPA受容体を介しててんかん発作を誘発する。GluK1サブユニットを含むカイニン酸受容体の活性化もてんかん発作を誘発するが、このサブユニットを欠失してもカイニン酸やその他のてんかん発作モデルにおける発作感受性は低下しない。また、GluK1もしくはGluK2のいずれかの欠失もキンドリング発作に影響を与えない。
電位固定法を用いた研究から、カイニン酸受容体は神経細胞において単にイオノトロピック受容体として作用しているだけではないことが示されており、多くの補助タンパク質やGタンパク質シグナル伝達カスケードを介した持続的電流によりメタボトロピックな作用を示すことが確認されている。こうした経路と受容体との特異的なつながりや、脳領域や神経によってカイニン酸受容体の分布が大きく異なる理由などについては未解明である。
カイニン酸受容体は、いくつかの神経疾患と大きく関係し、役割を担っていることが示されている。カイニン酸受容体の発現と分布は、統合失調症、うつ病、自閉症、ハンチントン病、双極性障害、てんかんなどと関係していることが示されている。大部分ではGluK1–5の変異が生じているがその因果関係は不明であり、さらなる研究が必要である。

## 可塑性
AMPA受容体とは異なり、カイニン酸受容体はシナプスでのシグナル伝達には小さな役割しか果たしていない。カイニン酸受容体はシナプス可塑性にわずかな役割を果たしており、シナプス後細胞の将来的な発火の可能性に影響を与えている。シナプス前細胞におけるカイニン酸受容体の活性化は、放出される神経伝達物質の量に影響を与える。この効果は迅速に生じ、かつ長期的に持続する可能性があり、カイニン酸受容体の反復刺激は経時的に相加的作用を示す可能性がある。

## リガンド

### アゴニスト
- 5-ヨードウィラージン（英語版）
- ATPA ((RS)-2-Amino-3-(3-hydroxy-5-tert-butylisoxazol-4-yl)propanoic acid)
- ドウモイ酸
- グルタミン酸 – 内因性アゴニスト
- カイニン酸 – 名称の由来となったアゴニスト
- LY-339,434
- SYM-2081（英語版）

### アンタゴニスト
- CNQX
- DNQX
- エタノール – 非選択的
- NS102（英語版）
- キヌレン酸 – 内因性リガンド
- テザンパネル（英語版） – AMPA受容体に対してもアンタゴニストとして作用する
- UBP-302
- UBP-310
- UBP-316 (ACET)
- テアニン